# باول ليمون
باول ليمون (بالإنجليزية: Paul Lemon)‏ هو لاعب كرة قدم بريطاني في مركز الوسط، ولد في 3 يونيو 1966. لعب مع ديري سيتي ونادي تشيسترفيلد ونادي ريدنغ ونادي والسول.